# Red Intercomarcal de Carreteras de la Junta de Andalucía
Se denomina Red Intercomarcal del Catálogo de Carreteras de la Junta de Andalucía al conjunto de carreteras que complementan las funciones de la Red Básica respecto al tráfico de medio recorrido, conectando los distintos ámbitos territoriales entre sí. La cartelería que identifica a dichas carreteras es de color verde.
Para un listado de la Red Intercomarcal, véase Anexo:Red Intercomarcal de Carreteras de la Junta de Andalucía.